# تک‌پنجه
تک‌پنجه(نام علمی: Mononykus) نام یک گونه از تیره آلوارزخزندگان است.